# NGC 2815
NGC 2815 је спирална галаксија у сазвежђу Хидра која се налази на NGC листи објеката дубоког неба.
Деклинација објекта је - 23° 38' 2" а ректасцензија 9h 16m 19,5s. Привидна величина (магнитуда) објекта NGC 2815 износи 12,0 а фотографска магнитуда 12,8. Налази се на удаљености од 36,577 милиона парсека од Сунца. NGC 2815 је још познат и под ознакама ESO 497-32, MCG -4-22-6, UGCA 156, AM 0914-232, IRAS 09140-2325, PGC 26157.